# Rainer Schweppe

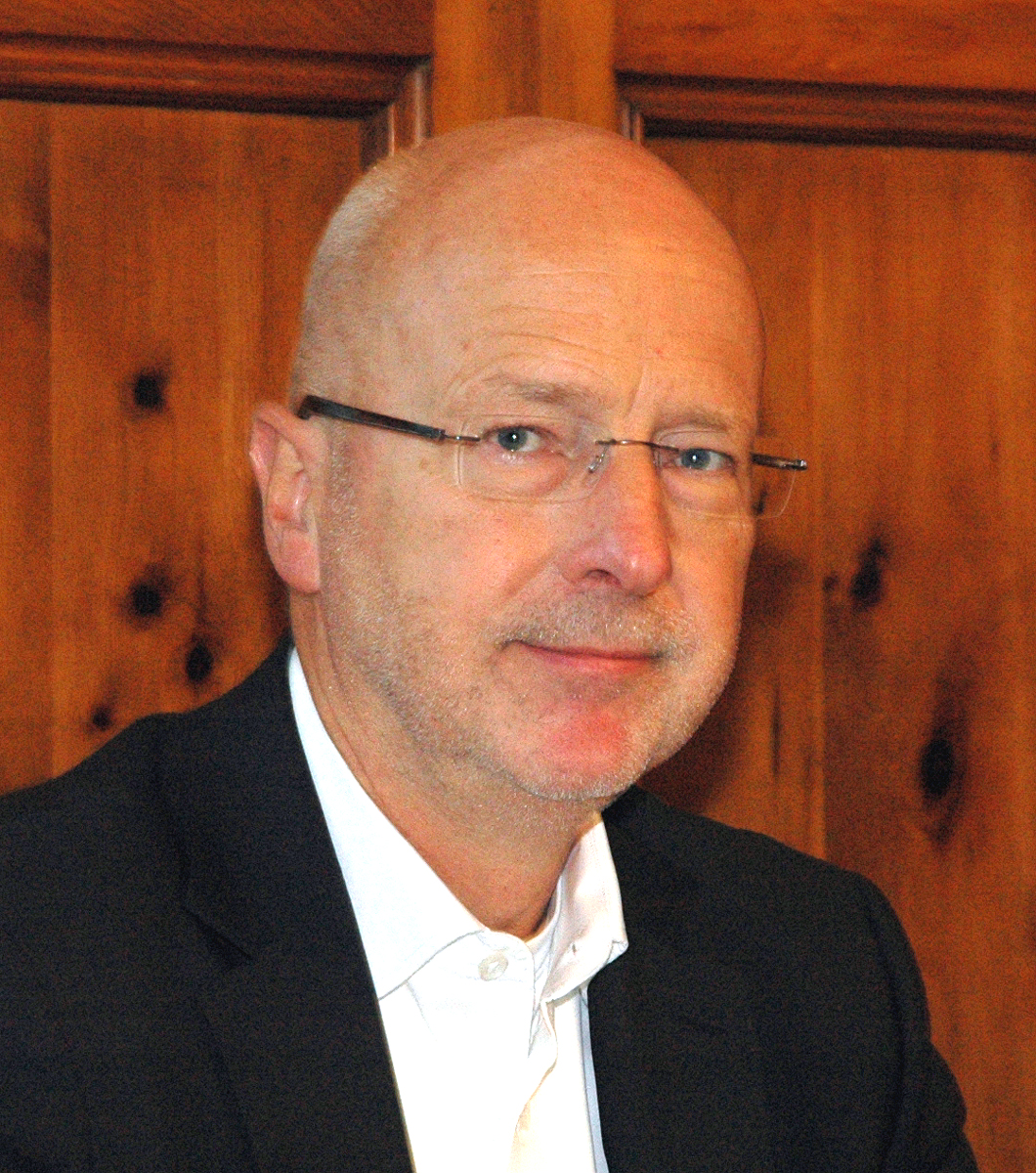
Rainer Schweppe (2013)

Rainer Schweppe (* 8. Februar 1954 in Lübbecke) leitet in Berlin für die Senatsbildungsverwaltung als externer Berater die Facharbeitsgruppe Schulraumqualität.
Sein Modell der Offenen Ganztagsschule in Herford haben sich viele Städte in ganz Deutschland zum Vorbild genommen.

## Beruflicher Werdegang
Nach seiner Verwaltungsausbildung absolvierte er ein Studium an der Verwaltungsakademie Ostwestfalen-Lippe mit dem Abschluss „Verwaltungswirt (FH)“. Später wurde er Abteilungsleiter im Sozialamt der Stadt Herford, Behindertenbeauftragter (Stabsstelle) der Stadt Herford sowie Abteilungsleiter Bildung der Stadt Herford. Er ist Vertreter der kommunalen Spitzenverbände im Arbeitskreis „Chancengerechtigkeit durch Bildung“ beim Bundesministerium für Familie, Senioren, Frauen und Jugend.
Er leitete bis Ende Juni 2016 das Referat für Bildung und Sport (früher: Schul- und Kultusreferat) der Stadtverwaltung München, das finanziell als auch personell größte Referat der Stadtverwaltung München.
Schweppe ist ferner Vorsitzender des Kuratoriums der Stahlgruber-Stiftung und des Museumspädagogischen Zentrums, Mitglied des Kuratoriums der Otto-Falckenberg-Schule, Aufsichtsratsmitglied bei der Münchner Volkshochschule, er war Vorsitzender der Jury des Münchner Schulpreises und ist Mitglied der Jury des Deutschen Schulpreises.
Seit September 2016 leitet er in Berlin die Facharbeitsgruppe Schulraumqualität als externer Berater für die Senatsbildungsverwaltung.

## Modell Offene Ganztagsschule
Schweppes Modell der Offenen Ganztagsschule sieht nicht nur vor, dass die Kinder auch am Nachmittag betreut werden, sondern es verbindet auch ein pädagogisches Konzept. Beispielsweise gibt es in den Herforder Schulen nicht den 45-Minuten-Rhythmus, sondern einen 90-Minuten-Rhythmus. Hierdurch habe sich der Unterricht verändert, so Schweppe, denn weder Lehrer noch Schüler halten 90 Minuten Frontalunterricht aus. Die Lehrer seien offener für freiere Unterrichtsformen geworden und haben von der Stadt auch die Freiheiten bekommen, ihren Unterricht individuell zu gestalten. Dies ist jedoch keine Neuerung, da die Freiheit der Unterrichtsgestaltung ohnehin in den Lehrerdienstordnungen der Landeshauptstadt München (M/LLDO) und des Freistaates Bayern (LDO) festgeschrieben ist. Eine weitere Errungenschaft Schweppes war das Umsetzen ganz neuer Klassenraum-Konzepte. Er überlegte, wie die Räume in einer Schule aussehen müssen, damit sich Kinder dort den ganzen Tag lang wohlfühlen. Einige Schulen wurden nach den Vorstellungen des Paderborner Schulpädagogen Wilfried Buddensiek umgebaut: Um ein Forum sind vier Klassenzimmer angeordnet, die durch hohe Fenster einsehbar sind. Jeder Klassenraum hat eine eigene Toilette. Es gibt Nischen, in die sich Kleingruppen zurückziehen können. Beim Ausbau der Schulen zu Ganztagsschulen bzw. zu Schulen mit ganztägigen Angeboten, inklusive der grundlegenden baulichen Umgestaltung der Schulen, spielte die Pädagogik die wichtigste Rolle. Aus diesem Grund überschrieb die Stadt Herford das Modell mit den Worten „Von der Pädagogik zum Raum – vom Raum zur Pädagogik“.

## Planungen in München
Auch in München gehört der weitere Ausbau der Ganztagsbetreuung – sowohl bei den Krippen, als auch bei allen Schularten – zu Schweppes Schwerpunkten, um der bestehenden Not der Eltern in diesen Bereichen entgegenzuwirken. Mit 120 städtischen Schulen verfügt München über das größte kommunale Schulwesen in Deutschland. Gemäß dem Münchner Bildungsbericht 2010 gibt es in München einen engen Zusammenhang zwischen sozialer Herkunft und Bildung. Kinder mit gut verdienenden Eltern, denen Bildung wichtig ist, haben die besten Chancen auf ein Gymnasium zu gehen. Für Schweppe ist das eine „himmelschreiende Ungerechtigkeit“. Im Sinne der Chancengleichheit sei es wichtig, alle Kinder zu fördern, so der Schweppe. Einen Schlüssel sieht er dabei bei den Ganztagsschulen, wo begabte und weniger begabte Schüler gleichermaßen gefördert werden können.

## Das Lernhauskonzept
In München entwickelte und realisierte Rainer Schweppe das „Münchner Lernhauskonzept“., ein räumliches, schul- und personalorganisatorisches Konzept für den Aufbau von Schulen. Das Land Berlin hat 2017 unter dem Namen "Berliner Lern- und Teamhaus" ein ähnliches Konzept vorgestellt.

## Auszeichnungen
- 2006: Politikpreis des Grundschulverbands[6]
- 2008: Schulbaupreis des Landes Nordrhein-Westfalen[6]

## Veröffentlichungen
- Von der Pädagogik zum Raum – vom Raum zur Pädagogik. In: Auf dem Weg zur Ganztags-Grundschule. 2006, ISBN 3-930024-93-4.
- Raumgestaltung in der Offenen Ganztagsgrundschule. In: der städtetag, Zeitschrift für kommunale Politik und Praxis. Ausgabe 1/2006, ISBN 3-452-26249-9.
- Raum im Ganztag – „Von der Pädagogik zum Raum – vom Raum zur Pädagogik“. In: Paderborner Beiträge zur Unterrichtsforschung und Lehrerbildung – Grundschule neu denken. 2006, ISBN 978-3-03735-956-3.
- Raum im Herforder Ganztag: Von der Pädagogik zum Raum – vom Raum zur Pädagogik. In: Ganztag als kommunale Gestaltungsaufgabe – Ein Praxisbericht aus Nordrhein-Westfalen. 2008, ISBN 3-9810519-2-0.
- Qualitätskriterien und Standards für Schulräume der Sekundarstufe I am Beispiel der Stadt Herford. In: Der Ganztag in der Sekundarstufe I. 2009.
- Das Münchner Lernhaus – Chancen für alle. In: Städtetag aktuell. Ausgabe 10/2014, ISSN 2193-5491.
- Rainer Schweppe, Wolfgang Brehmer: Bildungsplanung und Stadtentwicklung in München. In: Stadtbaustein Bildung. Springer-Verlag, 2015.

## Persönliches
Rainer Schweppe ist verheiratet und Vater von vier Kindern, zwei Töchtern aus erster Ehe und zwei Söhnen aus zweiter Ehe.